# ロールス・ロイス・ファントムIV
ファントムIV（Phantom IV ）はロールス・ロイスがシルヴァーレイス以上の大型車需要に応えて1950年から1956年に製造した乗用自動車である。

## 概要
ファントムIIIが1939年に製造中止になった後も公用車としての需要は根強く、1950年7月当時のプリンセス・エリザベス（現エリザベス2世）のためにH・J・ミュリナーが架装を担当し製造されたリムジンを最初に18台が製造された。うち3台はロールス・ロイスの社内用でフーパー製7人乗りリムジン、フーパー製ランドーレット、「デリバリーワゴン」という名のピックアップトラックであった。残り15台は全て何らかの形で王室または国家君主のために製造されたものであり、極めてフォーマルな仕様がほとんどであったが、H・J・ミュリナーが製造したドロップヘッドクーペが1台ある。裕福な民間人も販売を懇願したが丁重に断られた。
プリンセス・エリザベスによる第一号車の購入は、1900年に当時のプリンス・オブ・ウェールズ（後エドワード7世）がデイムラーを購入して以来イギリス王室の御料車といえばデイムラーに決まっていた伝統を破るものであった。イギリスでは王室も税金を支払うが、物品税が66 2/3％から33 1/3％に軽減された直後に発注されたという。
エンジンはシルヴァーレイス用の直列6気筒を直列8気筒とした内径φ3½in=88.9mm×行程4½in=114.3mmで約5,675cc、圧縮比は6.4。これはロールス・ロイスの乗用車としては唯一の直列8気筒エンジン採用車種となっている。最後の3台はボアを3¾in=95.25mmに拡大し約6,515ccとしていた。キャブレターはストロンバーグ製。トランスミッションは4速MTで、シルヴァーレイス用のギア比を僅かに変更してある。
ホイールベースはシルヴァーレイス用を12in伸長し145inとし、補強したもの。
後継車はファントムV。